# William S. McArthur
William Surles McArthur, född 26 juli 1951 i Laurinburg, North Carolina, är en amerikansk astronaut uttagen i astronautgrupp 13 den 17 januari 1990.

## Rymdfärder
- STS-58
- STS-74
- STS-92
- ISS-12